# علي يحيى معمر
علي يحيى علي معمر (1337 هـ / 1919 م) مؤرخ، أديب، وداعية ولد في قرية تكوت بمدينة نالوت في جبل نفوسة في ليبيا. فتح عينيه في جبل نفوسة الذي راح كل ما فيه يكلمه عن أمجاد أجداده في تلك الربوع، وكل أثر من مآثره يحرك الإحساس في أعماقه، محدثا عن حضارة إسلامية عريقة أصيلة، كانت ذات يوم تنشر العدل والازدهار في ظل الشريعة الإسلامية وكل ربع من ربوعها يحدثه عن معاهد علمية اندرست كانت في يوم من الأيام مشعة بالعلم والإيمان عامرة بالعلماء والصالحين.

## حياته
كان لقاؤه الأول مع الحرف العربي من خلال كتاب الله في مدرسة المقرئ
الشيخ عبد الله بن مسعود الباروني الكباوي، ما لبث بعدها أن انتقل إلى المدرسة الرسمية الابتدائية حيث اعتنى به معلمه عيسى بن يحيى الباروني، وفي هذه المدرسة بدأت مواهبه تتفتق، عن فطنة، وذكاء، ونبوغ وقاد تميز بها عن زملائه مما لفت أنظار أساتذته إليه، وكان قد وفد إلى الجبل من جربة الشيخ العالم رمضان بن يحيى الليني سنة 1925 لتدريس الفقه الإباضي، والشيخ رمضان بن يحيى الليني من طلبة قطب الأئمة الشيخ اطفيش، ولعله وجد عند شيخه هذا ما لم يجده عند غيره، مما جعله ينتقل سنة 1927 إلى جزيرة جربة فانضم إلى حلقته، ناهلا من علومه ما استطاع أن ينهل، ولكن سرعان ما طوَّح به طموحه إلى العاصمة تونس حيث الجامع الزيتوني، وحيث حلقات العلم المزدهرة، وكان أثناء وجوده بتونس يحضر دروس الشيخ محمد الثميني التي كان يلقيها على طلاب البعثة الميزابية بدارهم.
وفي هذه الأثناء أيضا أخذ يتردد على جزيرة جربة حيث كوّن مع مجموعة من الشباب جمعية دينية للأمر بالمعروف، والنهي عن المنكر.
ولكن طموحه ما لبث أن دفعه إلى المزيد من العلوم الشرعية واللغوية على يد أساتذة يصححون العقيدة ويربون الأخلاق وينمون الحس الحضاري في النفوس.
وكانت أصداء الحركة العلمية الإصلاحية التي يتزعمها ويرودها الإمام الشيخ إبراهيم بيوض في (وادي ميزاب) بجنوب الجزائر تصل إلى سمع الشاب عن طريق البعثات الميزابية التي أخذ يتعرف عليها منذ التحاقه بتونس، ولعلهم شجعوه على الالتحاق بمعهد الشباب بالقرارة ليتتلمذ على يد الشيخ إبراهيم بيوض.
وهكذا تم عزمه على الالتحاق بهذه المدرسة الإصلاحية الأصيلة في سنة 1357 هـ / 1937.
حيث التحق بمعهد «الحياة» في مدينة «القرارة» بـ«الجزائر»، لمدة سبع سنوات، تتلمذ أثنائها على أيدي كبار العلماء، بل قام هو نفسه بمهام التدريس في نفس المعهد. التحق عقب ذلك، وبالتحديد في عام 1937م بالحركة الإصلاحية التي كان يقودها الإمام «الشيخ بيوض».
وعرفته الأندية الأدبية في القرارة بقصائده الشعرية، وأناشيده الرائعة الخالدة، وميوله الأدبية الواعدة، وشارك بفعالية في جمعياتها الثقافية، وجلساتها الفكرية، وترك بصمات واضحة ما تزال حتى اليوم في مجلة الشباب التي كان معهد الشباب يصدرها آنئذ، وازدهرت المجلة بمقالاته النقدية وقصائده الرقيقة، وأناشيده المطربة، وعرفته أيضا محاورا قديرا، ومناظرا نحريرا. كانت هذه الحركة الإصلاحية وما صاحبها من مهرجانات ثقافية متمثلة في الشعر، والمسرح، والأناشيد، تهز فؤاد علي يحيى معمر وتدفعه إلى المشاركة الفعالة، والاندفاع الجياش، فظهر طابعه على إنتاجه الذي كتبه في هذه المرحلة من عمره الدراسي، وكان من حسن حظه أن يعيش الفترة التي فرضت فيها الإقامة الجبرية على الشيخ إبراهيم بيوض من قبل الاستعمار الفرنسي (1940-1943م) وكانت الحرب العالمية الثانية سببا في أن يبقى الطالب الشيخ إلى جانب أستاذه ينهل من معارفه ويستفيد من تجاربه.
ونظراً لمواهبه الفذة وقدراته المتنوعة ولا سيما في ميداني الشريعة والأدب أسند إليه الشيخ إبراهيم بيوض تدريس بعض المواد في معهد الشباب حيث بقي سبع سنوات، وكانت من أحفل سنوات عمره استفادة وعطاء.
وفي سنة 1365 هـ / 1944 م، قفل عائدا إلى وطنه ومسقط رأسه نالوت ليبدأ مرحلة جديدة من عمره، وينتقل من مرحلة التعلم إلى التعليم ومن التنظير إلى التطبيق.
ويقال أنه أثناء عودته إلى وطنه توقف بتونس حيث درس بها سنتين كاملتين استزاد فيها علما وتجربة.
أنشأ مجلة «اليراع»، والتحق بمجال التربية والتعليم، فعمل في مجال التدريس والإدارة والتفتيش. حيث ساهم، بجانب التدريس، بالعمل كمديرا لمعهد «جادو» للمعلمين، ومفتشا للغة العربية في المحافظات الغربية، ونائبا لمدير التعليم من عام 1967م إلى 1969م، ثم التحق بقسم التخطيط والمتابعة بوزارة التربية والتعليم بمدينة طرابلس، حيث استقر هو والعائلة.
نظم الحلقات والدروس، واشهرها التي كان ينظمها في مسجد «الفتح» بمدينة طرابلس. وساهم، بجانب ذلك، بمقالات حساسة للغاية، في عدة صحف ومجلات. وانتسب إلى «الحزب الوطني»، أحد الأحزاب التي كان يعمل لبناء ليبيا بعد مرحلة الغزو الإيطالي، واسس جمعية «الأمر بالمعروف والنهي عن المنكر» في مدينة «جربة»، بتونس، وغير ذلك من نشاطات متنوعة في مختلف المجالات.
و ظل الشيخ  كادحا في ميدان التعليم، والدعوة، والتأليف، ولاقى في سبيل ذلك المتاعب والمضايقات حيث اعتقل في 1973م، ليمضي قرابة العام في المعتقل متعرضا خلالها لكل أنواع التعذيب والهوان، ثم تم تهديم منزله والمسجد الذي يخطب فيه «الفتح» في طرابلس، وهو المسجد الذي دعا الشيخ "" لبنائه وساهم بالتدريس فيه 

## أبناؤه
وللشيخ سبعة أبناء هم: محمد ويحيى وخالد وحسن وفريد وعيسى وعبد الله.

## وفاته
توفي بضغط الدم في 27 صفر 1400هـ / 15 يناير 1980م إثر نوبة قلبية، ودُفِن في مقبرة سيدي منيذر بطرابلس.

## منهجه في التأليف
عرف الشيخ منذ مطلع حياته العلمية بقلمه السيال، وإنتاجه الغزير، واشتهر بأسلوبه المتميز الذي يجمع بين الإثارة والبساطة، ويجمع بين مخاطبة العقول والقلوب بطريقة جذابة ساحرة، وذلك شأن أديب نهل من معين القرآن الكريم والأدب العربي القديم في أمهات مصادره.
لذا عندما توجه إلى التأليف كان يسعف قلمه ثقافة واسعة، وبيان ساحر، ومعارف مستفيضة، فترك للمكتبة الإسلامية العديد من البحوث والمؤلفات المتميزة بالعرض الجيد والتحليل العميق. هذا عدا مقالاته وقصائده التي نشر بعضها بالصحف العربية ونشر بعضها الآخر في مجلة الشباب الصادرة بمعهد الشباب في الأربعينيات، وله مسرحيتان (ذي قار) و (محسن).

## المنهج الإسلامي لكتابة التاريخ
يعد الشيخ علي يحيى معمر من ألمع الكتاب الإسلاميين في العصر الحديث دعوة إلى الوحدة الإسلامية بما وهبه الله من عقل نير، وبصيرة نافذة، وقلب مؤمن يسع المؤمنين جميعا وقد اشتهر بمبادئه التي وضعها أساس للفكر الإسلامي وهي المعرفة والتعارف والاعتراف.
يقول الدكتور «محمد موسى»:
جمع الأستاذ إلى تواضعه وغزارة علمه، صفات عديدة، ولعل أبرزها بعد النظر وسعة الأفق، فنجده: في جميع أعماله، يدعو إلى وحدة صف المسلمين، ونبذ الخلافات الجزئية.
إن اليد البيضاء التي قدمها الشيخ علي معمر لن يستطيع تقديرها إلا من اطلع على الجهد العظيم الذي بذله في مؤلفاته للتقريب بين وجهات نظر المسلمين فيما حسبته بعض الكتب القديمة خلافا حاداً وفرقة لا لقاء بعدها.
وقد ظهرت آثار جهوده في البحوث التي أخذت تصدر من حين إلى آخر بأقلام أكاديمية نزيهة تنشد الحقيقة بكل تجريد، فصحح كثيرا من التصورات الخاطئة، وصوب أخطاء فادحة، وأبان عن حقائق تاريخية ناصعة .

## مؤلفاته
يقول عن «الحاكم» في كتابه «آلهة من حلوى»:
وعندما يعرف الحاكم أنه عبد الله وليس إلهاً، وإنه يستوي في تلك العبودية مع أي فرد من أفراد شعبه، وأنه: مخلوق من لحم ودم وليس من حلوى، وأنه ينبغي أن يتبع منهجا واضحاً وضعه عالم الغيب والشهادة، وأنه ليس: مبتدعاً ولا خلاقاً ولا مبتكراً ولا آتياً بالمعجزات، وإنما هو منفذ فقط، وأن ما ينسبه الناس إليه من ذلك، إنما: هم يكذبون فيه، ويعرفون أنهم يكذبون، كما يعرف هو نفسه، أنهم يكذبون.
يقول عن «الحرية» في فصل «المعركة المفتعلة» من كتابه «آلهة من حلوى»:
لا شك ان الله عندما خلق الإنسان، أنعم عليه بالحرية، في جملة النعم الكثيرة التي أغدقها عليه، ولكن تلك: الحرية التي أنعم الله بها على الإنسان - ذكراً كان أو أنثى - إنما كان مراعى فيها - بطبيعة الحال- حدوداً: معينة لا يصح تجاوزها، فليس من حق الإنسان أن يدَّعي باسم الحرية مطلقية التصرف، ليس من حريته أن ينكر: النعم التي أسبغت عليه، ويتوجه بالشكر إلى من لم يقدمها له، وليس من حريته أن يقدم طاعته لمن لا يستحق منه: الطاعة، وليس من حريته أن يعبث فيما يقتضيه نظام الحياة، وناموس الكون، وسبب العمران، وليس من حريته: أن يطيع الشيطان، أو يعبد الأوثان، أو يزهق الأرواح، حتى روح نفسه.
يقول عن التاريخ:
أما الصورة الأخرى التي يكون فيها تاريخ الدولة هو تاريخ الأمة، فذلك عندما تكون الأداة الحاكمة خاضعة: لقانون الأمة وشوراها، فلا تصدر إلا عن رأيها، ولا تمتاز بشيء عن أي فرد منها، وفي الفتوح الإسلامية، زمن: الخلافة الرشيدة أمثلة واضحة لذلك. إن تاريخ الدولة في ذلك الحين، هو نفسه تاريخ الأمة، وذلك لأن ما يصدر عن: الدولة هو ما يصدر عن الأمة، راضية به راغبة فيه.
يقول عن مفهوم «الوطن».. في مقال له بعنوان «الوطن الإسلامي»:
إنني أعتبر الأرض الإسلامية وطناً واحداً بحدوده الشاسعة، وعندما أضطر إلى تتبع التقسيمات السياسية الموجودة: الآن، أحس بالمرارة والألم، ولقد كان تاريخ الأمة الإسلامية في عصوره المختلفة، مرتبط الحوادث، متحد المشاعر، : متوافق العواطف، مشتبك المصالح، متصل الأجزاء. ورغم ما اصطنعته السياسة من حدود.. تشعر أنك تعيش في أمة: واحدة ربطت بينها العقيدة، التي وجهت قلوب أفرادها جميعاً إلى الإيمان بالله، ومحبة الأخوان في الدين، وتجد: التاريخ الحقيقي لهذه الأمة التي تنبسط على أكثر قارات العالم، في وحدة الشعور والعاطفة والعقيدة والأمل، وفي: طريقة التفكير والكفاح والعمل، وفي الاتجاه الذي يتجه إليه الأفراد والجماعات، وفي عدم اعتراف هذه الأمة: بالحدود التي تفصلها عن بعضها
و جملة مؤلفاته التي عرفت هي :
- الإباضية في موكب التاريخ، في أربع حلقات، طبع عدة مرات في كل من الجزائر، ومصر، وعمان
- الإباضية بين الفرق الإسلامية، طبع عدة مرات في كل من الجزائر، ومصر، وعمان.
- الإباضية مذهب إسلامي معتدل، طبع عدة مرات في الجزائر، وعمان.
- سمر أسرة مسلمة، طبع عدة مرات في الجزائر، وعمان.
- لميثاق الغليظ، مطبوع.
- الفتاة الليبية ومشاكل الحياة، مطبوع بليبيا، وأعيد طبعه بغرداية (الجزائر)، تحت عنوان الفتاة المسلمة ومشاكل الحياة، بتحقيق أحمد كروم.
- الأقانيم الثلاثة أو آلهة الحلوى، طبع عدة مرات في كل من ليبيا، والجزائر، وعمان
- الإسلام والقيم الإنسانية (مطبوع)
- صلاة الجمعة (مطبوع)
- مسلم لكنه يحلق ويدخن (مطبوع) في كل من الجزائر وعمان، ألُفه بالاشتراك مع الشيخ بيوض
- فلسطين بين المهاجرين والأنصار (مطبوع)
- الأمر بالمعروف والنهي عن المنكر (مخ)
- الحقوق في الأموال (مخ)

كما أن للشيخ علي تعليقات وتحقيقات لبعض كتب التراث، نذكر منها:
- تعليق على كتاب الصوم من تأليف أبي زكريا يحي الجناوتي (مطبوع)
- تعليق على كتاب النكاح من تأليف أبي زكريا يحي الجناوتي (مطبوع)
- تقديم لكتاب سير مشايخ نفوسة، وهو من تحقيق الدكتور عمرو النامي (مطبوع)

و له مقالات وبحوث كثيرة نشرها في المجلات العربية، نذكر منها:
- مجلة الشباب لمعهد الشباب بالقرارة
- مجلة المسلمون، يصدرها المركز الإسلامي بجنيف، سويسرا.
- مجلة الأزهر يصدرها مجمع البحوث الإسلامية بالأزهر، القاهرة.
- الأسبوع السياسي، والمعلم، تصدران بطرابلس، ليبيا
- الرسالة، يصدرها أحمد حسن الزيات، بالقاهرة.

و له مراسلات عديدة مع مشايخه: الشيخ بيوض، والشيخ أبي اليقظان، والشيخ عدون شريفي، لو جمعت لكونت مجلدا ضخما، وهي تعد وثائق تاريخية مهمة.
قيل عن كتاب «الإباضية بين الفرق الإسلامية»:
إنه محاولة جادة لوضع المذهب الإباضي في مكانه الحقيقي من الأمة الإسلامية، ومحاولة من المؤلف لتصحيح بعض: الأخطاء التي توارثتها الأجيال عن المذهب الإباضي، فجعلته في قفص الاتهام. إذ يتتبع المؤلف كتاب المقالات، من: القدماء والمعاصرين والمستشرقين، ثم يبين حقيقة فرق الإباضية، وآرائهم الفقهية، ومسائلهم العقدية، ومواقفهم: السياسية، محاولا رأب الصدع في بناء الأمة الإسلامية، بوضع لبنة التقارب بين المذاهب.